# Daria Lorenci
Daria Lorenci Flatz, rođ. Saltagić (Sarajevo, 13. travnja 1976.) je hrvatska kazališna, televizijska i filmska glumica, rodom iz Bosne i Hercegovine. Nećakinja je bosanskohercegovačkog slikara Davorina Odića.

## Životopis

### Karijera
Daria Lorenci rođena je u Sarajevu, a u Zagreb se seli 1992. godine zbog ratnih okolnosti u rodnom gradu. Maturirala na Četvrtoj gimnaziji u Zagrebu. Iako Akademiju dramske umjetnosti upisuje u drugom pokušaju, jedna je od najnagrađivanijih hrvatskih kazališnih, filmskih i televizijskih glumica.
Svoju karijeru započinje u kazalištu nastupajući u nezavisnim kazališnim kućama kao što su Teatar Exit i Teatar ITD gdje ostvaruje mnoštvo uloga za koje je redovito dobivala odlične kritike, te brojne nagrade kao što su Nagrada hrvatskog glumišta, Zlatni smijeh, Veljko Maričić, Nagrada festivala glumca, Marul, Nagrada festivala Zlatni lav itd. 2008. postaje članica ansambla GK Trešnja.
Godine 1997. se prvi put udaje. Od onda nosi prezime Lorenci, koje je zadržala i nakon rastave tri godine poslije. Diplomirala je 1999. godine.
Filmski debi ostvaruje 2003. u filmu Zvonimira Jurića, “Onaj koji će ostati neprimjećen”. Ipak, ulogu koja će ju obilježiti igra godinu dana kasnije u hvaljenom filmu Ognjena Sviličića,  “Oprosti za kung fu”. Riječ je o ulozi djevojke iz Zagore koja ostaje trudna te se iz Njemačke vraća svojim konzervativnim roditeljima. Za tu ulogu je dobila Zlatnu arenu za glavnu žensku ulogu na festivalu u Puli, a film je prikazan na dvadesetak inozemnih festivala. 
Već ju je 2005. u velikoj anketi filmskih profesionalaca i kritičara hrvatski filmski časopis Hollywood svrstao u 20 najboljih hrvatskih filmskih glumica svih vremena. 
Nakon velikog uspjeha filma "Oprosti za kung fu" igra manje uloge u uspješnim filmovima “Sve džaba” Antonia Nuića i “Armin” Ognjena Sviličića. Glavne uloge igra u filmovima “Teško je biti fin” Srđana Vuletića, "Iza stakla" Zrinka Ogreste i "Neka ostane među nama" Rajka Grlića. Slijede brojne uloge u mnogim hrvatskim filmovima.
Godine 2008. se udala za slovenskog redatelja Emila Flatza. Od tada se zove Daria Lorenci Flatz.
Časopis Globus ju je u svibnju 2010. u velikom tematu posvećenom novim hrvatskim filmskim glumcima proglasio jednom od predvodnica vrlo uspješne generacije hrvatskih filmskih glumica koje su se na početku 21. stoljeća potvrdile kao skupina najtalentiranijih i najzaposlenijih u regiji (uz Jadranku Đokić, Zrinku Cvitešić, Leonu Paraminski, Natašu Janjić i Mariju Škaričić.)
2011. godine briljira u naslovnoj ulozi Marije Jurić Zagorke u predstavi Zagorka Ivice Boban i produkciji Hrvatskog narodnog kazališta u Zagrebu, u sklopu njihove jubilarne 150. sezone. Iako je predstava dobila loše kritike, svi su bili oduševljeni njenom interpretacijom naslovne junakinje. U rujnu 2011. godine postala je članica drame Hrvatskog narodnog kazališta u Zagrebu. Tijekom rada u HNK Zagreb ostvaruje brojne uloge, a posebno je uspješna bila kao Lulu u Luli (r. Jernej Lorenci) i Nataša Ivanovna u Tri sestre (r. Bobo Jelčić). 
Jedna od dvadeset potpisnika pisma upućenog zagrebačkom gradonačelniku Milanu Bandiću, u kojemu izražavaju svoju zabrinutost imenovanjem Zlatka Hasanbegovića članom Kazališnog vijeća HNK Zagreb.

Nagrade i priznanja
- Nagrada za najbolju mladu glumicu na Festivalu malih scena u Rijeci za ulogu Silvije u predstavi Istok, Teatar Exit, 2000.
- Nagrada Zlatni lav za najbolju žensku ulogu na 2. međunarodnom festivalu komornog teatra Zlatni lav u Umagu za ulogu Eve Braun, Teatar Exit, 2001.
- Nagrada za najbolju glumicu na 9. festivalu glumca za ulogu Eve Braun, Teatar Exit, 2002.
- Nagrada hrvatskog glumišta za izuzetno ostvarenje mladom umjetniku do 28 godina za ulogu Mlade žene u predstavi Noževi u kokošima u izvedbi Koprodukcije nezavisnih kazališta Barutana iz Osijeka i Teatra Exit iz Zagreba, 2002.
- Nagrada Zlatni smijeh – glavna nagrada za žensku ulogu na 27. danima satire za ulogu Mlade žene u predstavi Noževl u kokošima u izvedbi Koprodukcije nezavisnih kazališta Barutana iz Osijeka i Teatra Exit iz Zagreba, 2003.
- Nagrada za najbolju glumicu na 10. festivalu glumca za ulogu Mlade žene u predstavu Noževi u kokošima u izvedbi Koprodukcije nezavisnih kazališta Barutana iz Osijeka i Teatra Exit iz Zagreba, 2003.
- Nagrada Žirija čitatelja Slobodne Dalmacije na 14. Marulićevim danima za najbolju glumačku kreaciju za ulogu Tereze u predstavi Božanska glad u izvedbi Teatra &TD, 2004.
- Nagrada Marul na 14. Marulićevim danima za nastup najuspješnijem ansamblu mladih autora: Saši Anočiću, redatelju te glumcima Dariji Lorenci, Rakanu Rushaidatu i Bojanu Navojcu za predstavu To samo bog zna u zajedničkoj izvedbi Teatra Exit iz Zagreba i Neovisne umjetničke scene Barutana iz Osijeka, 2004.
- Nagrada Zlatni smijeh na 28. Danima satire – posebno priznanje za poticanje glumačkih istraživanja autorskoj grupi predstave To samo Bog zna u režiji Saše Anočića i zajedničkoj izvedbi Teatra Exit iz Zagreba i Neovisne umjetničke scene Barutana iz Osijeka, 2004.
- Zlatna Arena za ulogu Mirjane u filmu Oprosti za kung-fu, 2004.
- Nagrada Mila Dimitrijević za ulogu Marije Jurić Zagorke u predstavi Zagorka autorice i redateljice Ivice Boban, 2011.

## Filmografija

### Televizijske uloge
- "Na kraju ulice" (2005. – 2006.)
- "Bitange i princeze" kao odvjetnica (2007.)
- "Luda kuća" kao Slavkova djevojka Senka (2007.)
- "Operacija Kajman" kao Nina (2007.)
- "Lud, zbunjen, normalan" kao Vedrana (2007. – 2008.)
- "Mamutica" kao Zrinka (2008.)
- "Stipe u gostima" kao instruktorica joge Višnja (2009.)
- "Počivali u miru" kao Franka Pavić (2015.)
- "Patrola na cesti“ kao Anita (2015.)
- "Novine" kao Katarina Jerkov (2020.)
- "Kumovi" kao Jadranka Macan (2022. - danas)
- "Ples sa zvijezdama" kao natjecateljica (2023.)
- "Dnevnik velikog Perice" kao Emina (2024.)

### Filmske uloge
- "Ništa od sataraša" (2000.)
- "Loca de amor" (2000.)
- "Ante se vraća kući" kao Antina djevojka (2001.)
- "Onaj koji će ostati neprimijećen" (2003.)
- "Ispod crte" kao liječnica iz hitne (2003.)
- "Oprosti za kung fu" kao Mirjana "Mira" (2004.)
- "Seks, piće i krvoproliće" kao policajka (2004.)
- "Mrtvi kutovi" kao Pavica (2005.)
- "Nije da znam, nego je tako" (2006.)
- "Sve džaba" kao Marija (2006.)
- "Armin" kao Aida (2007.)
- "Teško je biti fin" kao Azra (2007.)
- "Ničiji sin" kao Marta (2008.)
- "Iza stakla" kao Ana (2008.)
- "Metastaze" kao Milica (2009.)
- "Neka ostane među nama" kao Anamarija (2010.)
- "Ljudožder vegetarijanac" kao doktorica Miller (2012.)
- "Halimin put" kao Rapka (2012.)
- "Čefuri raus" kao Samira (2013.)
- "Vis-a-vis" kao producentica (2013.)
- "Šegrt Hlapić" kao Markova majka (2013.)
- "Kratki spojevi" kao Mateina mama (segment "Rođendan") (2013.)
- "Sretni završeci" kao Ljilja (2014.)
- "Ministarstvo ljubavi" kao Kijevljanka (2016.)
- "Ustav Republike Hrvatske" kao socijalna radnica (2016.)
- "Ne gledaj mi u pijat" kao šefica (2016.)
- "Agape" kao Danica (2017.)
- "Malo se sjećam tog dana" (2019.)
- "Sin" kao Sanja (2019.)
- "Mater" kao Jasna (2019.)
- "Zbornica" kao gospođa Vlaović (2021.)

### Ostalo
- "Vis-a-vis" – koproducentica (2013.)

### Sinkronizacija
- "Rugratovi u divljini" (2003.)
- "Pokretni dvorac" (2004.)
- "Uskršnja šala" kao građanin (2005.)
- "Pinokio 3000" kao Zack (2006.)
- "Ledeno doba 4: Zemlja se trese" kao Sidova mama Eunice i Klokanica (2012.)

## Vanjske poveznice
- Daria Lorenci u internetskoj bazi filmova IMDb-u (engl.)
- Stranica na Kazalište Trešnja
- Stranica na HNK Zagreb
- Globus o hrvatskim fimskim glumcima